# Mistrz z Liesborn
Mistrz z Liesborn, Mistrz ołtarza z Liesborn (ur. 1440/50, zm. przed 1500) – anonimowy malarz niemiecki czynny głównie w Westfalii.

## Działalność artystyczna
Jego przydomek pochodzi od zachowanego fragmentarycznie ołtarza z opactwa benedyktynów w Liesborn w Westfalii. Ołtarz został poświęcony w 1465 roku a wykończony w 1490 roku. Posiadał własny warsztat, prawdopodobnie w Soest. W jego pracach było znacznie mniej realizmu niż w innych dziełach współcześnie mu tworzących artystów, m.in. Johanna Koerbeckego czy Mistrza Życia Marii. Mistrz z Liesborn znacznie bardziej konsekwentnie od swych poprzedników uczynił perspektywiczne ujęcie przestrzeni obrazu punktem wyjścia całej kompozycji. Operowanie formą jest wielopłaszczyznowe, dekoracyjne i wyważone. W dziełach Mistrza z Liesborn zauważyć można wyraźne wpływy artystycznego ośrodka kolońskiego i szkoły nadreńskiej.

### Ołtarze

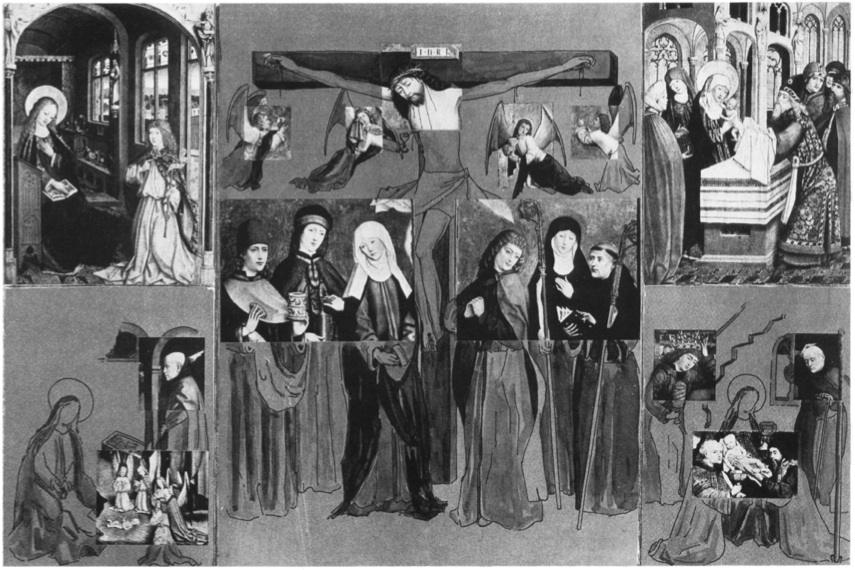
Rekonstrukcja Ołtarza z Liesborn

Ołtarz Krzyża
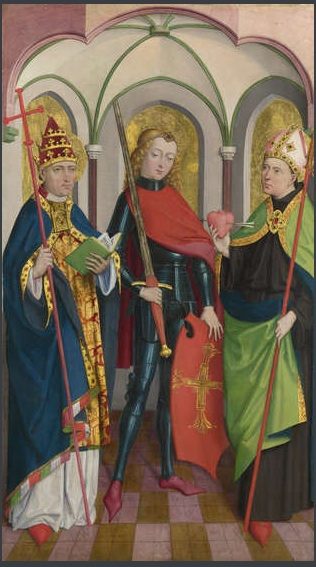
Święty Maurycy, Grzegorz I, Augustyn z Hippony
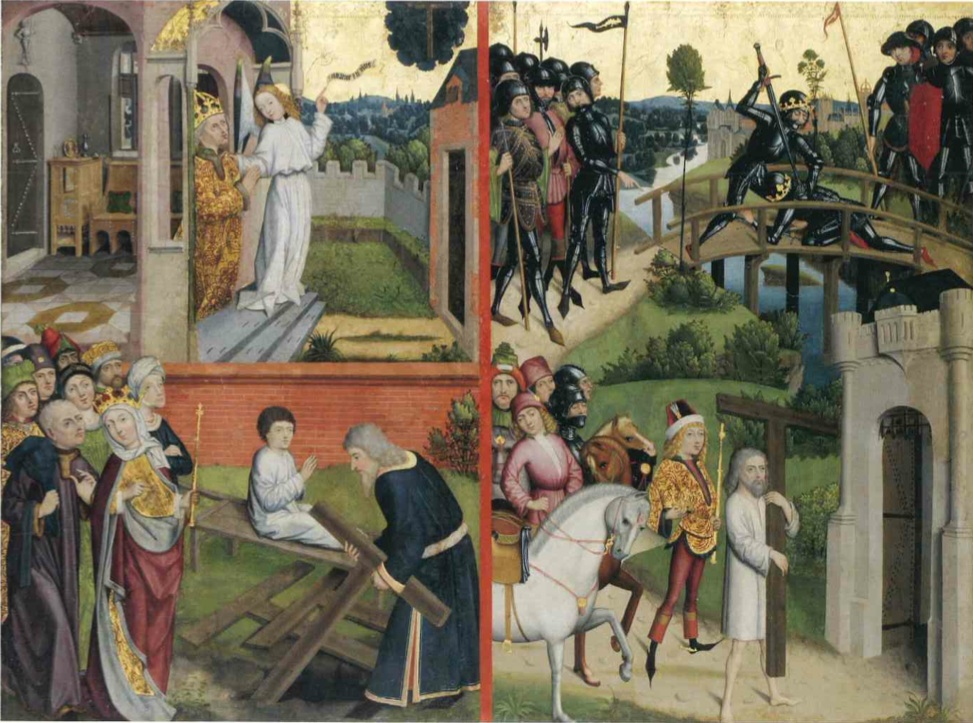
Konstantyn i historia Krzyża
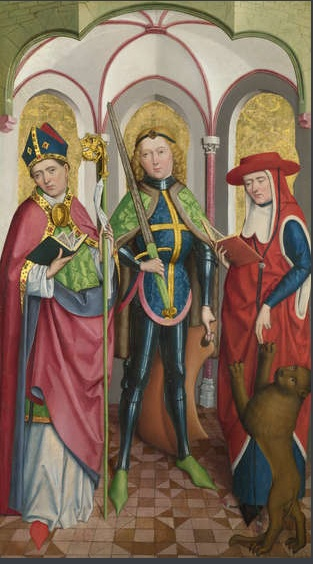
Ambroży z Mediolanu i Hieronim ze Strydonu

### Inne prace

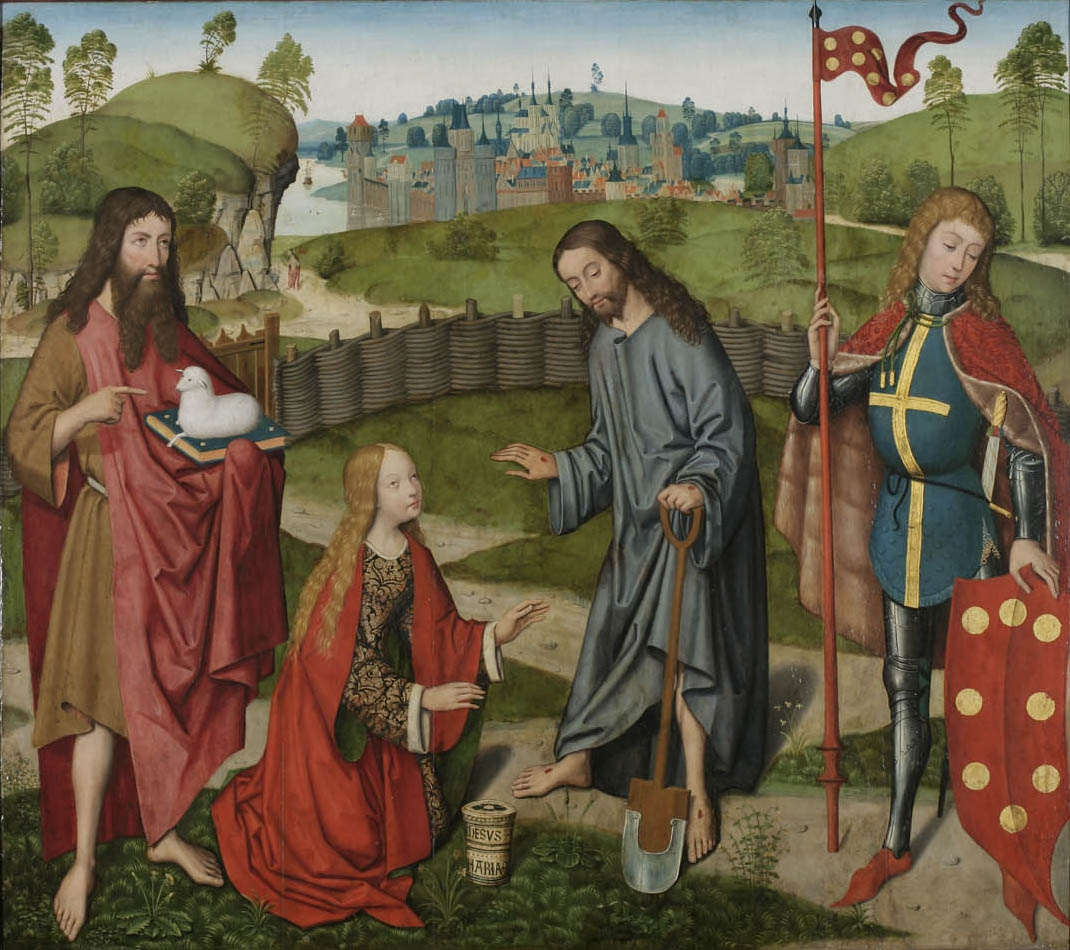
Noli me tangere